# GHC Junior Heavyweight Tag Team Championship
El GHC Junior Heavyweight Tag Team Championship (Campeonato en Parejas Peso Pesado Junior de la GHC, en español) es un campeonato de lucha libre profesional creado y utilizado por la compañía japonesa Pro Wrestling NOAH. El campeonato se creó el 16 de julio de 2003, realizándose un torneo para definir a los primeros campeones, el cual fue ganado por Kenta & Naomichi Marufuji. Los campeones actuales son Los Perros del Mal de Japón (Eita & Nosawa Rongai), quienes se encuentran en su primer reinado como equipo.
El Campeonato en Parejas Peso Pesado Junior de la GHC no es el único título en parejas que posee la empresa, siendo el más importante el Campeonato en Parejas de la GHC, ostentado por equipos cuyos poseedores son de categoría peso pesado.

## Campeones
El Campeonato en Parejas Peso Pesado Junior de la GHC es un campeonato en parejas creado por NOAH en 2003. Los campeones inaugurales fueron Kenta & Naomichi Marufuji, quienes ganaron en Accomplish Our Third Navigation, y desde entonces ha habido 29 distintos equipos y 37 luchadores campeones oficiales, repartidos en 44 reinados en total. Además, el campeonato ha sido declarado vacante en cinco ocasiones a lo largo de su historia.
El reinado más largo en la historia del título le pertenece a Kenta & Naomichi Marufuji, quienes mantuvieron el campeonato por 690 días entre 2003 y 2005. Por otro lado, un equipo ha tenido un reinado de menos de 3 días: Minoru Tanaka & Yoshinari Ogawa, solo 1 día en 2018. Aquel reinado es el más corto en la historia del campeonato.
En cuanto a los días en total como campeones (un acumulado entre la suma de todos los días de los reinados individuales de cada luchador), Kenta & Naomichi Marufuji posee el primer lugar, con 690 días como campeones en su único reinado. Les siguen Kotaro Suzuki & Yoshinobu Kanemaru (553 días en su único reinado), Takashi Sugiura & Yoshinobu Kanemaru (420 días en sus dos reinados), Momo no Seishun Tag — Atsushi Kotoge & Daisuke Harada — (355 días en sus tres reinados), y Kotaro Suzuki & Ricky Marvin (307 días en su único reinado). En cuanto a los días en total como campeones, de manera individual, Kotaro Suzuki posee el primer lugar con 1515 días en sus cinco reinados como campeón. Le siguen Yoshinobu Kanemaru — (1117 días en sus cuatro reinados), Yoshinari Ogawa — (1090 días en sus nueve reinados), Kenta — (949 días en sus tres reinados), Naomichi Marufuji (816 días en sus dos reinados).
Por último, Momo no Seishun Tag son el equipo con más reinados, con cuatro. Individualmente, Atsushi Kotoge es el luchador con más reinados con 11.

### Campeones actuales
Los campeones actuales son Los Golpeadores (Dragon Bane & Alpha Wolf) quienes se encuentran en su segundo reinado en conjunto. Los Golpeadores ganaron los campeonatos luego de derrotar a los excampeones Amakusa & Junta Miyawaki el 22 de marzo de 2025 en Sunny Voyage 2025.
Los Golpeadores todavía no registran hasta el 17 de agosto de 2025 defensas televisadas:

### Lista de campeones
|    | Luchador                                                      | N.º | Fecha                    | Días | Show o evento                                                                  | Notas y referencias |
| -- | ------------------------------------------------------------- | --- | ------------------------ | ---- | ------------------------------------------------------------------------------ | --- |
| 1  | Kenta (1) & Naomichi Marufuji (1)                             | 1   | 16 de julio de 2003      | 690  | Accomplish Our Third Navigation                                                | Derrotaron a Jushin Thunder Liger & Takehiro Murahama en la final de un torneo para convertirse en los campeones inaugurales. Este es el reinado más largo de la historia. |
| 2  | Takashi Sugiura (1) & Yoshinobu Kanemaru (1)                  | 1   | 5 de junio de 2005       | 273  | Navigation with Breeze                                                         | |
| 3  | Ikuto Hidaka (1) & Minoru Fujita (1)                          | 1   | 5 de marzo de 2006       | 161  | Navigate for Evolution 2006                                                    | |
| 4  | Takashi Sugiura (2) & Yoshinobu Kanemaru (2)                  | 2   | 13 de agosto de 2006     | 147  | Navigation                                                                     | |
| 5  | The Briscoe Brothers (Jay Briscoe (1) & Mark Briscoe (1))     | 1   | 7 de enero de 2007       | 14   | The First Navigation '07 — Noche 1                                             | |
| 6  | Kotaro Suzuki (1) & Ricky Marvin (1)                          | 1   | 21 de enero de 2007      | 307  | The First Navigation '07 — Noche 10                                            | |
| 7  | Masato Yoshino (1) & Naruki Doi (1)                           | 1   | 24 de noviembre de 2007  | 52   | Winter Navigation '07                                                          | |
| 8  | BxB Hulk (1) & Shingo Takagi (1)                              | 1   | 15 de enero de 2008      | 65   | Dragon Gate's 2008 Primal Gate tour                                            | |
| 9  | Kenta (2) & Taiji Ishimori (1)                                | 1   | 20 de marzo de 2008      | 115  | Dragon Gate's The Gate of Generation                                           | |
| 10 | Kotaro Suzuki (2) & Yoshinobu Kanemaru (3)                    | 1   | 13 de julio de 2008      | 553  | Summer Navigation '08                                                          | |
| —  | Vacante                                                       | —   | 17 de enero de 2010      | —    | —                                                                              | Debido a una lesión en la rodilla de Suzuki. |
| 11 | Ricky Marvin (2) & Taiji Ishimori (2)                         | 1   | 18 de febrero de 2010    | 185  | The Second Navigation '10                                                      | Derrotaron a Genba Hirayanagi & Yoshinobu Kanemaru en la final de un torneo.                                                                                               |
| 12 | Kōji Kanemoto (1) & Tiger Mask (1)                            | 1   | 22 de agosto de 2010     | 124  | New Navigation '10 in Tokyo                                                    | |
| 13 | Atsushi Aoki (1) & Naomichi Marufuji (2)                      | 1   | 24 de diciembre de 2010  | 126  | Noahful Gift in Differ 2010                                                    | |
| —  | Vacante                                                       | —   | 29 de abril de 2011      | —    | —                                                                              | Debido a una lesión de Marufuji. |
| 14 | Kenta (3) & Yoshinobu Kanemaru (4)                            | 1   | 25 de mayo de 2011       | 144  | The Weekday Navigation 2011 in Korakuen                                        | Derrotaron a Atsushi Aoki & Kotaro Suzuki en la Final de un Torneo. |
| 15 | Atsushi Aoki (2) & Kotaro Suzuki (3)                          | 1   | 16 de octubre de 2011    | 280  | The Navigation Sunday 2011 in Korakuen                                         | |
| 16 | Los Mexitosos (Ricky Marvin (3) & Super Crazy (1))            | 1   | 22 de julio de 2012      | 231  | Great Voyage 2012 in Ryogoku                                                   | |
| 17 | Genba Hirayanagi (1) & Maybach Taniguchi Jr./Suwa (1)         | 1   | 10 de marzo de 2013      | 81   | Great Voyage 2013 in Yokohama                                                  | Durante su reinado Taniguchi Jr. fue desenmascarado como Suwa. |
| —  | Vacante                                                       | —   | 30 de mayo de 2013       | —    | —                                                                              | Debido a una lesión en el cuello de Suwa. |
| 18 | Jushin Thunder Liger (1) & Tiger Mask (2)                     | 1   | 28 de julio de 2013      | 132  | 7th NTV G+ Cup Junior Heavyweight League                                       | Derrotaron a Atsushi Kotoge & Taiji Ishimori en la final de un torneo. |
| 19 | Yoshinari Ogawa (1) & Zack Sabre Jr. (1)                      | 1   | 7 de diciembre de 2013   | 104  | Great Voyage 2013 in Tokyo Vol. 2                                              | |
| 20 | Atsushi Kotoge (1) & Taiji Ishimori (3)                       | 1   | 21 de marzo de 2014      | 22   | Spring Navigation 2014                                                         | |
| 21 | Yoshinari Ogawa (2) & Zack Sabre Jr. (2)                      | 2   | 12 de abril de 2014      | 84   | Global Tag League 2014                                                         | |
| 22 | Atsushi Kotoge (2) & Taiji Ishimori (4)                       | 2   | 5 de julio de 2014       | 99   | Great Voyage 2014 in Tokyo Vol. 2                                              | |
| 23 | Choukibou-gun (Hajime Ohara (1) & Kenoh (1))                  | 1   | 12 de octubre de 2014    | 154  | Great Voyage 2014 in Yokohama                                                  | |
| 24 | Suzuki-gun (El Desperado (1) & Taka Michinoku (1))            | 1   | 15 de marzo de 2015      | 203  | Great Voyage 2015 in Tokyo                                                     | Fue un Triple Threat match, el cual incluyó también a Daisuke Harada & Genba Hirayanagi.                                                                                   |
| 25 | Momo no Seishun Tag (Atsushi Kotoge (3) & Daisuke Harada (1)) | 1   | 4 de octubre de 2015     | 167  | Great Voyage 2015 in Nagoya                                                    | |
| 26 | KenOhara (Hajime Ohara (2) & Kenoh (2))                       | 1   | 19 de marzo de 2016      | 17   | Great Voyage 2016 in Korakuen                                                  | |
| 27 | Momo no Seishun Tag (Atsushi Kotoge (4) & Daisuke Harada (2)) | 2   | 5 de abril de 2016       | 186  | Spring Navigation 2016 Vol.2                                                   | |
| 28 | Gedo (1) & Jado (1)                                           | 1   | 8 de octubre de 2016     | 77   | Autumn Navig. 2016                                                             | |
| 29 | Momo no Seishun Tag (Atsushi Kotoge (5) & Daisuke Harada (3)) | 3   | 24 de diciembre de 2016  | 2    | Winter Navig. 2016                                                             | |
| —  | Vacante                                                       | —   | 26 de diciembre de 2016  | —    | —                                                                              | Debido a que Kotoge se subió a la categoría Heavyweight. |
| 30 | XX (Hi69 (1) & Taiji Ishimori (5))                            | 1   | 18 de febrero de 2017    | 189  | The Second Navig. 2017                                                         | Derrotaron a Hayata & Yo-Hey por el vacante campeonato. |
| 31 | Ratel's (Hayata (1) & Yo-Hey (1))                             | 1   | 26 de agosto de 2017     | 154  | Summer Navigation 2017 Vol. 2                                                  | |
| 32 | XX (Hi69 (2) & Taiji Ishimori (6))                            | 2   | 27 de enero de 2018      | 43   | Navigation For The Future 2018                                                 | |
| 33 | Minoru Tanaka (1) & Yoshinari Ogawa (3)                       | 1   | 11 de marzo de 2018      | 1    | Great Voyage 2018 in Yokohama                                                  | |
| —  | Vacante                                                       | —   | 12 de marzo de 2018      | —    | —                                                                              | Debido a que Ogawa dejó vacantes los títulos cuando supo que Taiji Ishimori abandonó a Noah.                                                                               |
| 34 | Hi69 (3) & Minoru Tanaka (2)                                  | 1   | 15 de abril de 2018      | 245  | Navigation To The Northern Cross                                               | Derrotaron a Hayata & Yo-Hey por el vacante campeonato. |
| 35 | Back Breakers (Hajime Ohara (3) & Hitoshi Kumano (1))         | 1   | 16 de diciembre de 2018  | 70   | Great Voyage in Yokohama Vol. 2                                                | |
| 36 | Stinger (Kotaro Suzuki (4) & Yoshinari Ogawa (4)              | 1   | 24 de febrero de 2019    | 251  | Navigation for the Progress 2019                                               | Durante su reinado Ogawa y Suzuki formaron su grupo llamado Stinger. |
| 37 | RATEL'S (Daisuke Harada (4) & Tadasuke (1))                   | 1   | 2 de noviembre de 2019   | 24   | The Best 2019 ~ Battle Of Aesthetics ~                                         | |
| 38 | Stinger (Atsushi Kotoge (6) & Kotaro Suzuki (5))              | 1   | 26 de noviembre de 2019  | 124  | NOAH Starting Over 2019                                                        | |
| 39 | Ratel's (Hayata (2) & Yo-Hey (2))                             | 2   | 29 de marzo de 2020      | 76   | Pro Wrestling NOAH 20th Anniversary ~ NOAH The Chronicle Vol.2 ~               | |
| —  | Vacante                                                       | —   | 9 de mayo de 2020        | —    | —                                                                              | Debido a que Hayata traicionó a Yo-Hey durante una defensa del título contra Yoshinari Ogawa y Kotaro Suzuki.                                                              |
| 40 | Stinger (Hayata (3) & Yoshinari Ogawa (5))                    | 1   | 10 de mayo de 2020       | 154  | Muta Fantasia                                                                  | Derrotaron a Yo-Hey & Tadasuke por los títulos vacantes. |
| 41 | Momo no Seishun Tag (Atsushi Kotoge (7) & Daisuke Harada (5)) | 4   | 11 de octubre de 2020    | 42   | N-1 Victory                                                                    | |
| 42 | Stinger (Hayata (4) & Yoshinari Ogawa (6))                    | 2   | 22 de noviembre de 2020  | 190  | NOAH Pro Wrestling NOAH 20th Anniversary ~ NOAH The Chronicle Vol. 4           | |
| 43 | Daisuke Harada (6) & Hajime Ohara (4)                         | 1   | 31 de mayo de 2021       | 62   | NOAH Mitsuharu Misawa Memorial 2021 In Korakuen Hall ~ Forever In Our Hearts ~ | |
| 44 | Stinger (Seiki Yoshioka (1) & Yuya Susumu (1))                | 1   | 1 de agosto de 2021      | 42   | NOAH Cross Over in Hiroshima                                                   | |
| 45 | Atsushi Kotoge (8) & Hajime Ohara (5)                         | 1   | 12 de septiembre de 2021 | 28   | N-1 Victory 2021 (Día 1)                                                       | |
| 46 | Los Perros del Mal de Japón (Eita (1) & Nosawa Rongai (1))    | 1   | 10 de octubre de 2021    | 49   | Grand Square 2021 in Osaka                                                     | |
| 47 | Stinger (Hayata (5) & Yoshinari Ogawa (7))                    | 3   | 28 de noviembre de 2021  | 52   | Noah The Best 2021                                                             | |
| —  | Vacante                                                       | —   | 19 de enero de 2022      | —    | —                                                                              | Debido a que Yoshinari Ogawa dio positivo por COVID-19. |
| 48 | Scramble Time (Seiki Yoshioka (2) & Yuya Susumu (2))          | 2   | 22 de enero de 2022      | 20   | Higher Ground 2022                                                             | Derrotaron a Atsushi Kotoge & Hajime Ohara para ganar los títulos vacantes.                                                                                                |
| —  | Vacante                                                       | —   | 9 de febrero de 2022     | —    | —                                                                              | Debido a una lesión en el talón de Yoshioka. |
| 49 | Atsushi Kotoge (9) & Yo-Hey (3)                               | 1   | 23 de febrero de 2022    | 65   | Gain Control 2022 in Nagoya                                                    | Derrotaron a Stinger (Hayata & Yuya Susumu) para ganar los títulos vacantes.                                                                                               |
| 50 | Stinger (Chris Ridgeway (1) & Yoshinari Ogawa (8))            | 1   | 29 de abril de 2022      | 149  | Noah Majestic 2022: N Innovation                                               | |
| 51 | Atsushi Kotoge (10) & Seiki Yoshioka (3)                      | 1   | 25 de septiembre de 2022 | 46   | Grand Ship in Nagoya 2022                                                      | |
| 52 | Kongo (Hajime Ohara (6) & Shuji Kondo (1))                    | 1   | 10 de noviembre de 2022  | 13   | Global Honored Crown 2022                                                      | |
| 53 | Atsushi Kotoge (11) & Seiki Yoshioka (4)                      | 2   | 10 de noviembre de 2022  | 30   | Noah The Best                                                                  | |
| 54 | Kzy (1) & Yo-Hey (4)                                          | 1   | 23 de diciembre de 2022  | 9    | N Innovation 2022                                                              | |
| 55 | Yoshinari Ogawa (9) & Eita (2)                                | 1   | 1 de enero de 2023       | 105  | NOAH The New Year 2023                                                         | |
| 56 | Good Looking Guys (Tadasuke (2) & Yo-Hey (5))                 | 1   | 16 de abril de 2023      | 67   | Green Journey in Sendai 2023                                                   | |
| 57 | Stinger (Chris Ridgeway (2) & Daga (1))                       | 1   | 22 de junio de 2023      | 76   | NOAH Star Navigation 2023                                                      | |
| —  | Vacante                                                       | —   | 9 de septiembre de 2023  | —    | —                                                                              | . |
| 58 | Los Golpeadores (Dragón Bane (1) & Alpha Wolf (1))            | 1   | 24 de septiembre de 2023 | 100  | Grand Ship In Nagoya 2023                                                      | Derrotaron a Ninja Mack & Alejandro para ganar los títulos vacantes. |
| 59 | Good Looking Guys (Tadasuke (3) & Yo-Hey (6))                 | 2   | 2 de enero de 2024       | 159  | The New Year 2024                                                              | Derrotaron a Los Golpeadores (Dragón Bane & Alpha Wolf) y a Alejandro & Ninja Mack en un Elimination Match.                                                                |
| 60 | Eita (3) & Shuji Kondo (2)                                    | 1   | 9 de mayo de 2024        | 84   | Noah Star Navigation 2024 - Noche 7                                            | |
| 61 | Ratel's (Hayata (6) & Yo-Hey (7))                             | 3   | 1 de septiembre de 2024  | 203  | N-1 Victory — Noche 9                                                          | |
| 62 | Amakusa (1) & Junta Miyawaki (1)                              | 1   | 22 de marzo de 2025      | 42   | Sunny Voyage 2025                                                              | |
| 63 | Los Golpeadores (Dragon Bane (2) & Alpha Wolf (2))            | 2   | 3 de mayo de 2025        | 106+ | Memorial Voyage 2025                                                           | |

### Total de días con el título
La siguiente lista muestra el total de días que un equipo o un luchador ha poseído el campeonato, si se suman todos los reinados que posee. Actualizado a la fecha del 17 de agosto de 2025.

#### Por equipos

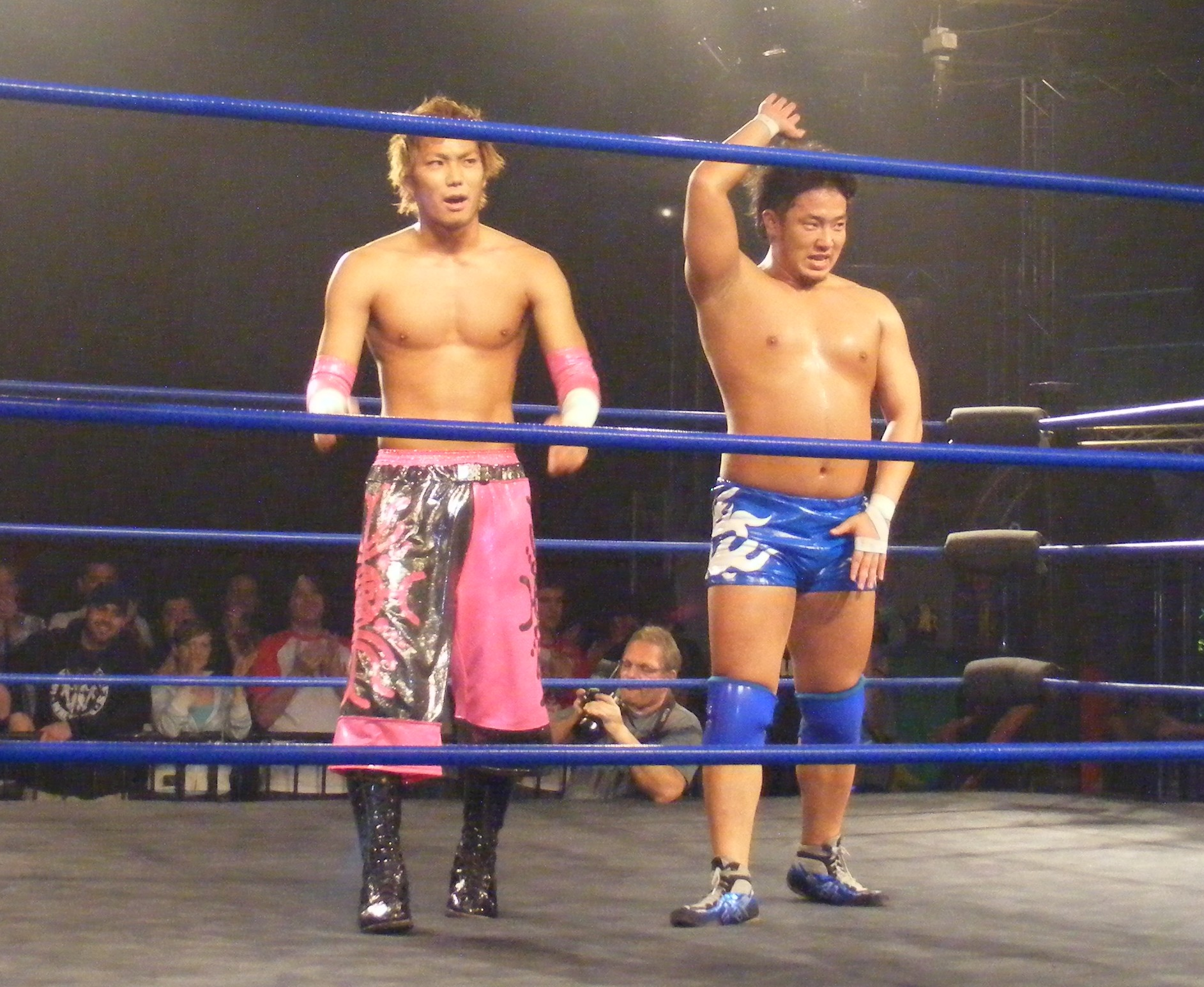
Momo no Seishun Tag (Atsushi Kotoge (izquierda) & Daisuke Harada (derecha)) poseen el récord de ostentar 4 veces y son los cuartos con el mayor número de días acumulativos como campeones.

A la fecha del 17 de agosto de 2025.
| + | Indica a los campeones actuales |

| N.º | Campeones                                             | Reinados | Total de días |
| --- | ----------------------------------------------------- | -------- | ------------- |
| 1   | Kenta & Naomichi Marufuji                             | 1        | 690           |
| 2   | Kotaro Suzuki & Yoshinobu Kanemaru                    | 1        | 553           |
| 3   | Takashi Sugiura & Yoshinobu Kanemaru                  | 2        | 420           |
| 4   | Ratel's (Hayata & Yo-Hey)                             | 3        | 398           |
| 5   | Momo no Seishun Tag (Atsushi Kotoge & Daisuke Harada) | 4        | 397           |
| 6   | Stinger (Yoshinari Ogawa & Hayata)                    | 3        | 396           |
| 7   | Kotaro Suzuki & Ricky Marvin                          | 1        | 307           |
| 8   | Atsushi Aoki & Kotaro Suzuki                          | 1        | 280           |
| 9   | Stinger (Kotaro Suzuki & Yoshinari Ogawa)             | 1        | 251           |
| 10  | Hi69 & Minoru Tanaka                                  | 1        | 245           |
| 11  | XX (Hi69 & Taiji Ishimori)                            | 2        | 232           |
| 12  | Los Mexitosos (Ricky Marvin & Super Crazy)            | 1        | 231           |
| 13  | Good Looking Guys (Yo-Hey & Tadasuke)                 | 2        | 226           |
| 14  | Los Golpeadores (Dragón Bane & Alpha Wolf)            | 2        | 206+          |
| 15  | Suzuki-gun (El Desperado & Taka Michinoku)            | 1        | 203           |
| 16  | Yoshinari Ogawa & Zack Sabre Jr.                      | 2        | 188           |
| 17  | Ricky Marvin & Taiji Ishimori                         | 1        | 185           |
| 18  | Choukibou-gun/KenOhara (Hajime Ohara & Kenoh)         | 2        | 171           |
| 19  | Ikuto Hidaka & Minoru Fujita                          | 1        | 161           |
| 20  | Stinger (Chris Ridgeway & Yoshinari Ogawa)            | 1        | 149           |
| 21  | Kenta & Yoshinobu Kanemaru                            | 1        | 144           |
| 22  | Jushin Thunder Liger & Tiger Mask                     | 1        | 132           |
| 23  | Atsushi Aoki & Naomichi Marufuji                      | 1        | 126           |
| 24  | Koji Kanemoto & Yoshinobu Kanemaru                    | 1        | 124           |
| 24  | Stinger (Atsushi Kotoge & Kotaro Suzuki)              | 1        | 124           |
| 26  | Atsushi Kotoge & Taiji Ishimori                       | 2        | 121           |
| 27  | Kenta & Taiji Ishimori                                | 1        | 115           |
| 28  | Yoshinari Ogawa & Eita                                | 1        | 105           |
| 29  | Eita & Shuji Kondo                                    | 1        | 84            |
| 30  | Genba Hirayanagi & Maybach Taniguchi Jr./Suwa         | 1        | 81            |
| 31  | Gedo & Jado                                           | 1        | 77            |
| 32  | Atsushi Kotoge & Seiki Yoshioka                       | 2        | 76            |
| 32  | Stinger (Chris Ridgeway & Daga)                       | 1        | 76            |
| 34  | Back Breakers (Hajime Ohara & Hitoshi Kumano)         | 1        | 70            |
| 35  | BxB Hulk & Shingo Takagi                              | 1        | 65            |
| 35  | Atsushi Kotoge & Yo-Hey                               | 1        | 65            |
| 37  | Daisuke Harada & Hajime Ohara                         | 1        | 62            |
| 37  | Scramble Time (Seiki Yoshioka & Yuya Susumu)          | 2        | 62            |
| 39  | Masato Yoshino & Naruki Doi                           | 1        | 52            |
| 40  | Los Perros del Mal de Japón (Eita & Nosawa Rongai)    | 1        | 49            |
| 41  | Amakusa & Junta Miyawaki                              | 1        | 42            |
| 42  | Atsushi Kotoge & Hajime Ohara                         | 1        | 28            |
| 43  | RATEL'S (Daisuke Harada & Tadasuke)                   | 1        | 24            |
| 44  | The Briscoe Brothers (Jay Briscoe & Mark Briscoe)     | 1        | 14            |
| 45  | Kongo (Hajime Ohara & Shūji Kondō)                    | 1        | 13            |
| 46  | Kzy & Yo-Hey                                          | 1        | 9             |
| 47  | Minoru Tanaka & Yoshinari Ogawa                       | 1        | 1             |

#### Por luchador
A la fecha del 17 de agosto de 2025.
| + | Indica el campeón actual |

| N.º | Campeón                    | Reinados | Total de días |
| --- | -------------------------- | -------- | ------------- |
| 1   | Kotaro Suzuki              | 5        | 1515          |
| 2   | Yoshinobu Kanemaru         | 4        | 1117          |
| 3   | Yoshinari Ogawa            | 9        | 1090          |
| 4   | Kenta                      | 3        | 949           |
| 5   | Naomichi Marufuji          | 2        | 816           |
| 6   | Atsushi Kotoge             | 11       | 811           |
| 7   | Hayata                     | 6        | 793           |
| 8   | Ricky Marvin               | 3        | 723           |
| 9   | Yo-Hey                     | 7        | 698           |
| 10  | Taiji Ishimori             | 6        | 653           |
| 11  | Daisuke Harada             | 6        | 483           |
| 12  | Hi69                       | 3        | 477           |
| 13  | Takashi Sugiura            | 2        | 420           |
| 14  | Atsushi Aoki               | 2        | 406           |
| 15  | Hajime Ohara               | 6        | 344           |
| 16  | Tiger Mask                 | 2        | 256           |
| 17  | Tadasuke                   | 3        | 250           |
| 18  | Minoru Tanaka              | 2        | 246           |
| 19  | Eita                       | 3        | 238           |
| 20  | Super Crazy                | 1        | 231           |
| 21  | Chris Ridgeway             | 2        | 225           |
| 22  | El Desperado               | 1        | 203           |
| 22  | Taka Michinoku             | 1        | 203           |
| 24  | Dragon Bane                | 2        | 206+          |
| 24  | Alpha Wolf                 | 2        | 206+          |
| 26  | Zack Sabre Jr.             | 2        | 188           |
| 27  | Kenoh                      | 2        | 171           |
| 28  | Minoru Fujita              | 1        | 161           |
| 28  | Ikuto Hidaka               | 1        | 161           |
| 30  | Seiki Yoshioka             | 4        | 138           |
| 31  | Jushin Thunder Liger       | 1        | 132           |
| 32  | Koji Kanemoto              | 1        | 124           |
| 33  | Shuji Kondo                | 2        | 97            |
| 34  | Genba Hirayanagi           | 1        | 81            |
| 34  | Maybach Taniguchi Jr./Suwa | 1        | 81            |
| 36  | Gedo                       | 1        | 77            |
| 36  | Jado                       | 1        | 77            |
| 38  | Daga                       | 1        | 76            |
| 39  | Hitoshi Kumano             | 1        | 70            |
| 40  | BxB Hulk                   | 1        | 65            |
| 40  | Shingo Takagi              | 1        | 65            |
| 42  | Yuya Susumu                | 1        | 62            |
| 43  | Masato Yoshino             | 1        | 52            |
| 43  | Naruki Doi                 | 1        | 52            |
| 45  | Nosawa Rongai              | 1        | 49            |
| 46  | Amakusa                    | 1        | 42            |
| 46  | Junta Miyawaki             | 1        | 42            |
| 48  | Jay Briscoe                | 1        | 14            |
| 48  | Mark Briscoe               | 1        | 14            |
| 50  | Kzy                        | 1        | 9             |

### Mayor cantidad de reinados

#### Por equipo
| Reinados | Luchador (es) |
| -------- | --- |
| 4 veces  | Momo no Seishun Tag |
| 3 veces  | Stinger, Ratel's |
| 2 veces  | Takashi Sugiura & Yoshinobu Kanemaru, Yoshinari Ogawa & Zack Sabre Jr., Atsushi Kotoge & Taiji Ishimori, Choukibou-gun/KenOhara, XX, Good Looking Guys, Los Golpeadores. |

#### Por luchador
| Reinados | Luchador (es) |
| -------- | --- |
| 11 veces | Atsushi Kotoge |
| 9 veces  | Yoshinari Ogawa |
| 7 veces  | Yo-Hey |
| 6 veces  | Taiji Ishimori, Hajime Ohara, Hayata, Daisuke Harada                                                                                                  |
| 5 veces  | Kotaro Suzuki |
| 4 veces  | Yoshinobu Kanemaru |
| 3 veces  | Kenta, Ricky Marvin, Hi69, Tadasuke, Eita |
| 2 veces  | Naomichi Marufuji, Atsushi Aoki, Tiger Mask, Zack Sabre Jr., Kenoh, Minoru Tanaka, Yuya Susumu, Chris Ridgeway, Shuji Kondo, Dragon Bane, Alpha Wolf. |